# Spurius Cassius Vecellinus
Pour les articles homonymes, voir Cassius.
Spurius Cassius Vecellinus ou Viscellinus, est un homme politique des débuts de la République romaine, consul en 502, 493 et 486 av. J.-C. Il meurt exécuté l’année suivante pour adfectatio regni (tentative de devenir roi). Comme la plus grande partie des hommes et des institutions de cette époque romaine, la réalité de son existence historique et de ses actions n'est pas assurée. Les sources lacunaires présentent des récits et des traditions considérablement réécrits et déformés.

## Famille
Il est le premier des membres de la gens Cassia à être mentionné par les annalistes antiques. À l'origine, les Cassii sont de rang patricien mais la condamnation pour adfectatores regni de Spurius Cassius aurait dégradé la gens au rang plébéien, selon la volonté des autres patriciens ou de leur propre chef.

## Biographie selon la tradition

### Premier consulat (502)
En 502 av. J.-C., il est élu avec Opiter Verginius Tricostus. Selon Tite-Live, ils doivent faire face aux Aurunces, peuple osque auquel se sont ralliées deux colonies latines, Pometia et Cora. Ces derniers attaquent par surprise et massacrent les assiégeants romains de Pometia qui s'est révoltée. Un des deux consuls est gravement blessé, sans qu'on sache lequel, et l'armée se doit de retourner à Rome. De retour à Pometia, la ville se rend, ce qui n'empêche pas les Romains d'exécuter les chefs ennemis et de vendre la population, ainsi que de raser la ville. Cette guerre menée avec rigueur vaut aux deux consuls un triomphe,. Denys d'Halicarnasse ne signale pas la guerre contre les Aurunces mais rapporte une autre guerre, contre les Sabins et la ville de Cures. Vecellinus défait les Sabins après une dure bataille, où 10 300 Sabins seraient tombés et 4 000 faits prisonniers. Pendant ce temps, Tricostus s'empare de Cameria. C'est cette bataille et la paix qui s'ensuivit qui lui aurait valu le triomphe. Valère Maxime signale quant à lui deux triomphes pour Vecellinus, dont le premier a forcément lieu en 502 av. J.-C., dans l'une ou l'autre guerre.
Denys d'Halicarnasse, Eutrope et Tite-Live, ce dernier émettant des doutes sur l'exactitude de ses sources, indiquent que l’année suivante Vecellinus est associé comme maître de cavalerie au premier dictateur de la République, Titus Larcius Flavus,,,.

### Deuxième consulat (493)
Vecellinus est élu consul pour la deuxième fois en 493 av. J.-C.,, année qui voit le dénouement de la grave crise sociale marquée par la première sécession de la plèbe et l’élection des premiers tribuns de la plèbe à la suite de la promulgation des leges sacratae. Vecellinus ratifie la paix avec les Latins et la réintégration de Rome au sein de la Ligue latine par le Fœdus Cassianum à la suite de la victoire romaine lors de la bataille du lac Régille. Ce traité assure à Rome l’alliance des populations latines contre les Èques et les Volsques. Dans la même idée, il conclut plus tard, durant son dernier consulat en 486, un traité semblable avec les Herniques, le Fœdus Hernicum, qui détache ce peuple montagnard et belliqueux des autres peuples sabelliques. Ce succès diplomatique lui vaut le triomphe, qu'il obtient difficilement, sous prétexte qu'aucune bataille n'a été livrée. Mais ces deux traités assurent à Rome une frontière sûre, évitent des dizaines de batailles et permettent à Rome de se trouver des alliés.
Cette année-là, Vecellinus consacre aussi le temple de Cérès, Liber et Libera au pied de l'Aventin, qui devient le siège de la plèbe. Selon Denys d'Halicarnasse, les deux consuls mènent un census et nomment peut-être à cette occasion Manius Valerius Volusus Maximus, dictateur en 494 av. J.-C., comme Princeps senatus,.

### Troisième consulat (486)
Élu consul pour la troisième fois en 486 av. J.-C. avec Proculus Verginius Tricostus Rutilus, il affronte les Herniques et doit décider la répartition du territoire annexé après la victoire. Il est partisan d’une distribution équitable entre les plébéiens et les alliés latins plutôt que de mettre ce territoire dans le domaine public que certains patriciens occupent abusivement. Il prend ces mesures populaires soit par irritation contre le Sénat qui s'est d'abord opposé à son dernier triomphe, soit par esprit d'apaisement, dans le but de calmer la plèbe tout en s'alliant définitivement avec les Latins et les Herniques. Son collègue, le consul Tricostus, utilise son droit de veto contre ces mesures, soutenu par une fraction des patriciens et bientôt par une partie du peuple romain qui ne veut rien offrir aux alliés. Il se fait rapidement des tribuns de la plèbe de bien pires ennemis que ceux de son ordre, ces derniers n'acceptant pas de voir un autre qu'eux devenir populaire. La plèbe, dont l'opinion est facile à manipuler, se retourne contre le consul. Tricostus et les tribuns de la plèbe s'accordent pour distribuer les terres uniquement aux plébéiens, et non pas aux alliés. Son projet de loi agraire est donc rejeté et lui-même est accusé de vouloir se créer des appuis dans la plèbe et les alliés pour briguer la royauté,. Selon Valère Maxime, c'est en tant que tribun de la plèbe que Vecellinus propose la première loi agraire de la République et non en tant que consul,.

### Condamnation à mort (485)
Dès sa sortie de charge, il est condamné pour perduellio par les questeurs Kaeso Fabius Vibulanus et Lucius Valerius Potitus et mis à mort. Tite-Live donne deux versions possibles. Soit un procès public pour complicité avec l’ennemi et condamnation par le peuple, soit un procès privé en vertu du pouvoir du pater familias, exécuté par son père qui consacre ensuite la part d’héritage qui aurait dû lui revenir à la dédicace d’une statue à Cérès, déesse protectrice des plébéiens. C'est, selon Pline l'Ancien, la première statue de bronze faite à Rome.
Les différentes formes du procès de Vecellinus, qu'il ait été instruit par des questeurs ou par son propre père, sont très probablement des inventions de l'annalistique. En ce qui concerne la version qui fait intervenir des questeurs, elle peut être écartée étant donné que ces magistrats ne s'occupent que des crimes de droit commun et n'ont donc pas la compétence pour poursuivre Vecellinus pour perduellio. Il est à noter que les auteurs antiques ne font pas intervenir les tribuns de la plèbe, contrairement à d'autres procès de ce type, peut-être parce qu'à cette époque, les représentants de la plèbe sont présentés comme des « agents révolutionnaires » et il aurait été malvenu de les utiliser pour défendre des institutions républicaines qu'ils cherchent à réformer.
Pour les Romains des générations suivantes, Vecellinus laisse le souvenir d’avoir été exécuté pour avoir envisagé de devenir roi, à l'instar de Spurius Maelius et Marcus Manlius Capitolinus.

### Auteurs antiques
- Cicéron, De la République [détail de l’édition]
- Denys d'Halicarnasse, Antiquités romaines [détail des éditions]
- Eutrope, Abrégé de l'histoire romaine [détail des éditions] [lire en ligne]
- Pline l'Ancien, Histoire naturelle [détail des éditions] [lire en ligne]
- Tite-Live, Histoire romaine [détail des éditions] [lire en ligne]
- Valère Maxime, Actions et paroles mémorables [détail des éditions] [lire en ligne]

### Auteurs modernes
- (en) T. Robert S. Broughton, The Magistrates of the Roman Republic : Volume I, 509 B.C. - 100 B.C., New York, The American Philological Association, coll. « Philological Monographs, number XV, volume I », 1951, 578 p.
- (fr) Jacques Heurgon, Rome et la Méditerranée occidentale jusqu'aux guerres puniques, Paris, PUF, 1993
- (fr) André Magdelain, « De la coercition capitale du magistrat supérieur au tribunal du peuple », Jus imperium auctoritas. Études de droit romain, Rome, École française de Rome,‎ 1990, p. 539-565 (lire en ligne)